# Bagarius suchus
Bagarius suchus är en fiskart som beskrevs av Roberts, 1983. Bagarius suchus ingår i släktet Bagarius och familjen Sisoridae. IUCN kategoriserar arten globalt som nära hotad. Inga underarter finns listade.